# トルピード
トルピード（TORPEDO）は、有限会社天沼矛の運営するアダルトゲームのブランド。

## 概要
トルピードは、販路によって商業作品扱いの場合と同人作品扱いの場合とがあり、いわゆる「企業系同人」として活動している。2011年10月の第1作より毎月コンスタントにリリースを続けていたが、2012年4月の第7作を最後に新作の発表を停止した（第8作目は発売中止）。それ以降の新作はリリースされないものの、姉妹ブランドのサポートの取り扱い等も含めて活動自体は継続している。
同社の運営する別ブランド「モノグラム（Monogram）」とは姉妹ブランドとなっており、公式サイトのトップページを共有している。ただし、ソフトハウスとしての活動期間はトルピードと後のモノグラムとでは重複せず、それぞれ別の時期となっている。天沼矛のオリジナルブランドである「アメノムラクモ」より派生した後継ブランドの「アパタイト」とは時期的に活動期間が重複する。
なお、トルピードで発売中止となった最終タイトル『堕ちてゆく聖職淑女』は、モノグラムより発売され、同作がブランドとしてのデビュー作にあたる（ただし同作はダウンロード版のみとなる）。モノグラムは2012年7月の第1作『堕ちてゆく聖職淑女 〜いけない、夫に無理矢理やらされていただけなのに感じちゃう〜』より毎月コンスタントにリリースを続けていたが、2013年5月の第11作『人妻蹂躙飼育 〜悲鳴が嬌声に変わるまで躾けてやる!〜』を最後に新作の発表を停止した。2014年6月25日には公式ウェブサイトが閉鎖されたが、同年10月25日以降はトルピードがウェブ上のサポートを引き継いでいる。なお、サイト閉鎖からトルピードでのサポートまでに期間にはパッケージ版に関してはすべてロットアップしており、『堕ちてゆく聖職淑女』と同様にDMM独占販売のダウンロード版としてのみモノグラムは存続している。

## 作品一覧
- インモラル・情母・ハザード
  - DL版：2011年10月14日発売／パッケージ版：2011年10月28日発売[2]
  - 原画：川合正起／シナリオ：姫川弘明[2]
  - 声優：夏川菜々美（諸永小百合・役）[3]
- ヴァージン・ワイフ、密やかな開通 〜あなた、お父さんに躾けられてしまったの…〜
  - DL版：2011年11月18日発売／パッケージ版：2011年11月25日発売[2]
  - 原画：一河のあ／シナリオ：姫川弘明[2]
  - 声優：蒼桐かこ（浅石久留美・役）[4]
- 爆走女装計画 〜もしも俺が女装させられてレディースに入隊させられたら〜
  - DL版：2011年12月16日発売／パッケージ版：2011年12月22日発売[2]
  - 原画：東山ハルノブ／シナリオ：ぺんてるりん、よこよこ／原案：ぺんてるりん[2]
  - 声優：瀬川雪那（環・役）、凪（美香・役）、南沙耶（里美・役）、夕月湊（梨香・役）[5]
- 淫薬依存学園
  - DL版：2012年1月20日発売／パッケージ版：2012年1月27日発売[2]
  - 原画：あきのしん／シナリオ：水澄順[2]
  - 声優：凪（日々野紗耶香・役）[6]
- ハードコア・ティーチャー 〜絶対服従へのロジック〜
  - DL版：2012年2月17日発売／パッケージ版：2012年2月24日発売[2]
  - 原画：Mashue／シナリオ：岡下誠[2]
  - 声優：井上瑞樹（三条百合・役）[7][8]
- 果汁戦隊☆フルーツレンジャー
  - DL版：2012年3月23日発売／パッケージ版：2012年3月30日発売[2]
  - 原画：天野雨乃／シナリオ：ぺんてるりん、よこよこ[2]
  - 声優：御神楽やこ（ピーチ・役）[9]
- 新入社員沙織 〜いいなりペット育成痴漢研修〜
  - DL版：2012年4月20日発売／パッケージ版：2012年4月27日発売[2]
  - 原画：河合正起／シナリオ：姫川広明、よこよこ[2]
  - 声優：笹塚真琴（平塚沙織・役）[10]
- 堕ちてゆく聖職淑女 〜いけない、夫に無理矢理やらされていただけなのに感じちゃう〜
  - 2012年5月発売予定→発売中止[11]→モノグラムより発売[12]
  - DL版：2012年12月27日 ※DMM独占販売[12]
  - 原画：一河のあ／シナリオ：岡下誠[12]
  - 声優：夕月湊（真里・役）[12]